# クラクフ共和国

自由にして独立した完全に中立なクラクフ市とその付随領域
Wolne, Niepodległe i Ściśle Neutralne Miasto Kraków z Okręgiem (ポーランド語)

クラクフ共和国の位置（1815年）

オーストリア、プロイセン、ロシアの保護国であった。

自由にして独立した完全に中立なクラクフ市とその付随領域（じゆうにしてどくりつしたかんぜんにちゅうりつなクラクフしとそのふずいりょういき、ポーランド語: Wolne, Niepodległe i Ściśle Neutralne Miasto Kraków z Okręgiem）、通称クラクフ共和国は、1815年にウィーン会議により成立した都市国家で、場所はクラクフとその近隣を含む。都市国家は、ロシア、プロイセン、オーストリアの保護国であった。1846年にオーストリア帝国へ併合されて消滅した。
クラクフ自由市（Wolne Miasto Kraków）などとも称される。
1843年の人口は146,000人で、うちカトリック教徒85%、ユダヤ人14%。

## 歴史
1815年のウィーン議定書に基づき成立した。
1830年の十一月蜂起（ポーランドにおける民族運動）で、クラクフはロシア支配下のポーランド立憲王国に武器を密輸する基地であった。
十一月蜂起後、警察はオーストリアの管理下に置かれ、大統領選挙は三国(ロシア・プロイセン・オーストリア)の承認が必要となった。
三国による政治的干渉に置かれていた。
1836年から1841年、クラクフはオーストリア軍が占拠した。
1846年2月のクラクフ蜂起が失敗に終わり、11月16日にオーストリア帝国に併合されて消滅した。その後、オーストリア帝国領内のクラクフ大公国となった。

## 関連項目

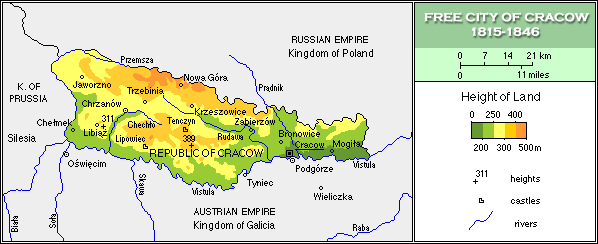
自由にして独立した完全に中立なクラクフ市とその付随領域 1815-1846